# Teodozja Borkowska
Teodozja Borkowska z domu Pomirska (ur. 4 maja 1935 w Przasnyszu) – polska farmaceutka i polityk, poseł na Sejm PRL IV kadencji.

## Życiorys
Córka Mariana i Cecylii. Uzyskała wykształcenie wyższe, z zawodu farmaceutka. Pracowała jako kierownik oddziału w Starogardzkich Zakładach Farmaceutycznych „Polfa”. W latach 1949–1957 należała do Związku Młodzieży Polskiej, wstąpiła również do Zrzeszenia Studentów Polskich. W 1963 została kandydatką, a w 1964 członkinią Polskiej Zjednoczonej Partii Robotniczej. W 1965 uzyskała mandat posła na Sejm PRL z okręgu Tczew, w parlamencie zasiadała w Komisji Zdrowia i Kultury Fizycznej. Od 1981 do 1983 była członkiem Prezydium Miejskiej Komisji Kontroli Partyjnej Komitetu Miejskiego PZPR w Starogardzie Gdańskim.